# San José del Valle
San José del Valle ist eine Kleinstadt und eine südspanische Gemeinde (municipio) mit 4.472 Einwohnern (Stand: 2024) im Zentrum der Provinz Cádiz in der Autonomen Region Andalusien.

## Lage und Klima
Der nur ca. 145 m hoch gelegene Ort San José del Valle liegt knapp 60 km (Fahrtstrecke) östlich der Provinzhauptstadt Cádiz bzw. etwa 22 km südlich von Arcos de la Frontera. Das Klima ist gemäßigt bis warm; Regen (ca. 670 mm/Jahr) fällt überwiegend im Winterhalbjahr.

## Bevölkerungsentwicklung
| Jahr      | 1857 | 1900 | 1950 | 2000  | 2020  |
| Einwohner | --   | --   | --   | 4.268 | 4.435 |

Bis zum Jahr 1995 gehörten der Ort und die 5 ihm angeschlossenen Weiler (pedanías) bzw. Einzelgehöfte (fincas) zur Gemeinde von Jerez de la Frontera.

## Wirtschaft
An erster Stelle im Wirtschaftsleben der Gemeinde steht traditionell die ursprünglich zur Selbstversorgung betriebene Landwirtschaft einschließlich der Viehzucht. Auf den Feldern werden Weizen, Gerste, Wein etc. angebaut; die Hausgärten lieferten Gemüse und später auch Kartoffeln und Tomaten. Auf dem Gemeindegebiet befinden sich große Teile zweier Stauseen – Embalse de Guadalcacin und Embalse de Hurones. In den Jahren 2009–12 entstanden zwei Solarenergie-Komplexe.

## Geschichte
Aus iberisch-römischer Zeit fehlen Daten und Erkenntnisse; im 8. Jahrhundert kamen die Mauren, die eine kleine Festung (Hisn Tanbul) erbauten. Das Gebiet wurde zu Beginn des 14. Jahrhunderts von den Christen zurückerobert (reconquista) und der Stadt Jerez angegliedert, doch erst im 16./17. Jahrhundert unternahm man Anstrengungen, die lange Zeit als Weidegebiet genutzten Flächen zu besiedeln.

## Sehenswürdigkeiten

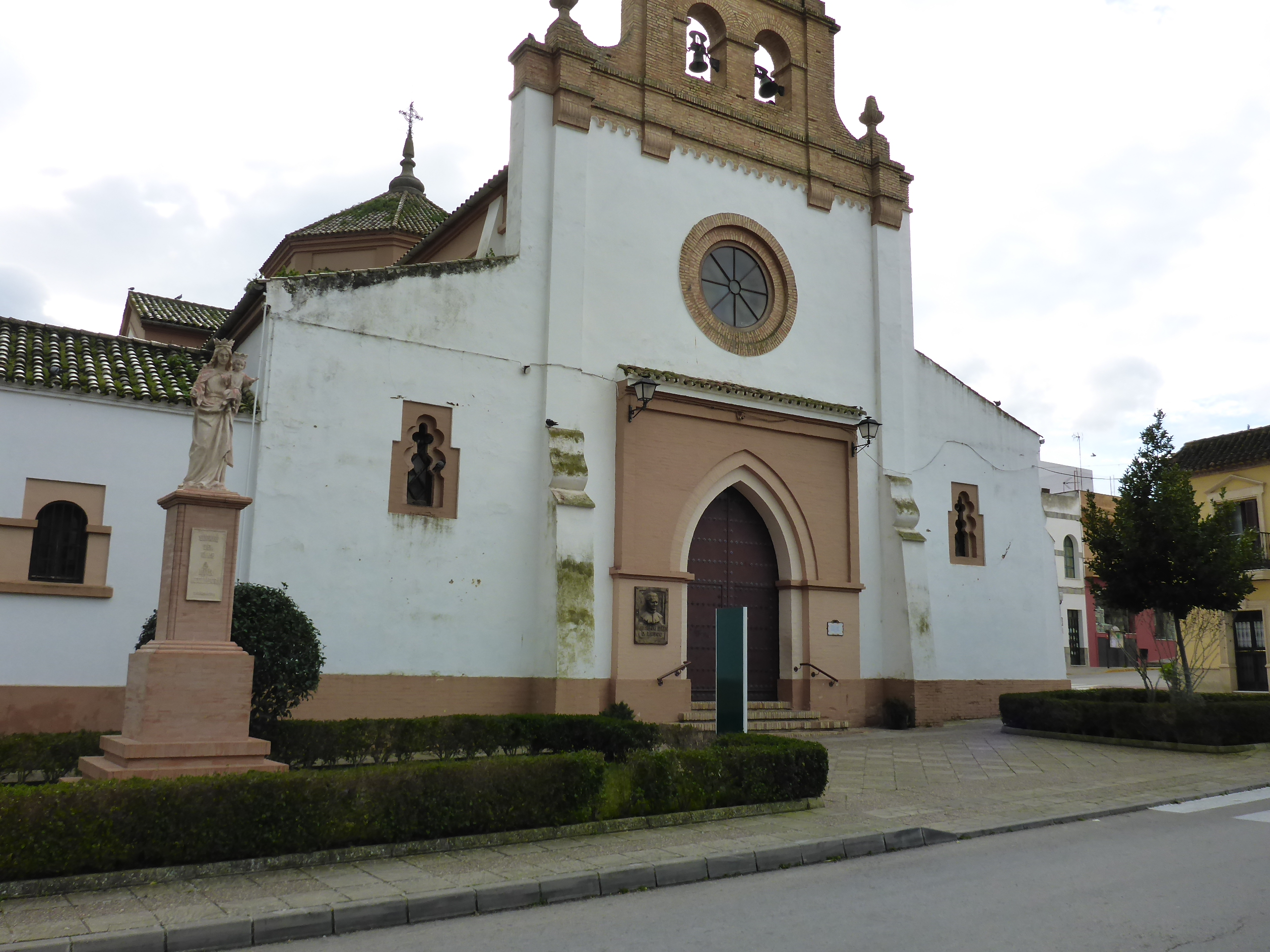
San José del Valle – Iglesia Vieja

- Im Jahr 1695 gründete der Orden der Karmelitinnen hier einen Konvent, der jedoch im Zuge der Reformen Juan Álvarez Mendizábals im Jahr 1835 aufgegeben wurde; im Gegensatz zu den Konventsgebäuden blieb die von einem Glockengiebel (espadaña) überragte Kirche (Iglesia Vieja) erhalten und wurde in den 1960er Jahren in ein Kulturzentrum umgewandelt.
- Im Jahr 1954 wurde die neue Pfarrkirche (Iglesia de San José oder Iglesia Nueva) eingeweiht.

Umgebung
- Vom 13.–15. Jahrhundert entstand ca. 7 km südwestlich des damals noch nicht existenten Ortes das Castillo de Gigonza, welches im 19. Jahrhundert gründlich umgebaut wurde. Ganz in der Nähe befinden sich die Ruinen einer Thermenanlage, die in der Zeit um 1900 sehr beliebt waren.
- Die ca. 6 km nordöstlich beim Guadalcacin-Stausee gelegene Ermita del Mimbral entstand im 16./17. Jahrhundert und war das erste religiöse Bauwerk der Gegend.

## Persönlichkeiten
- Luis Alberto (* 1992), Fußballspieler